# Льва Толстого (Суворовский район)
Льва Толстого — поселок в Суворовском районе Тульской области в составе Юго-Восточного сельского поселения.

## География
Находится в западной части Тульской области на расстоянии приблизительно 15 км на юг по прямой от города Суворов, административного центра района.

## История
В конце 1930-х годов здесь было отмечено 26 дворов.

## Население
Постоянное население составляло 6 человек (русские 100 %) в 2002 году, 10 в 2010.